# ريد سكوربيون
ريد سكوربيون (بالإنجليزية: Red Scorpion)‏، هو فيلم أمريكي من نوع حركة، عرض في الصالات السينمائية عام 1989، وهو من بطولة دولف لندجرين وأل وايت ومايكل إيمرت ولش وتوماس باتريك ماكينا وكارمن أرغنزينو وبرون جيمس.